# 米夏埃尔·帕赫

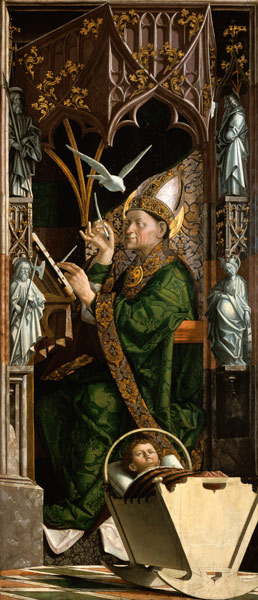
米夏埃尔·帕赫所繪展現圣安布罗斯的作品，現藏於慕尼黑老繪畫陳列館

米夏埃尔·帕赫（德語：Michael Pacher，1430年代（约1435年）—1498年8月）是活跃于15世纪下半叶蒂羅爾（現今意大利博尔扎诺-上阿迪杰自治省）的画家和雕塑家。他是最早将文艺复兴绘画原则引入德国的艺术家之一。帕切尔是一位多才多藝艺术家，拥有雕塑、绘画和建筑方面的技能，他能创作出复杂的木头和石头作品。